# Josef Havel (šlechtitel)
Josef Havel (10. března 1930 Hlavňov – 12. února 2008 Tábor) byl český zahradnický odborník, pěstitel a šlechtitel růží.

## Život
Narodil se v malé obci Hlavňov u Soběslavi v rodině malého sedláka. Vyučil se zahradníkem v Tučapech v zámeckém zahradnictví a vědomosti získal také v pokračovací škole v táborské Botanické zahradě. Začal a sedm let pracoval v růžařské a ovocné školce v Milevsku V padesátých letech 20. století uviděl na zájezdu do Lidic růže z Anglie; koupil si jejich rouby a začal se růžím intenzivně věnovat. Pracoval v JZD Budislav a Tučapy, založil růžařskou školku v Budislavi; po mnoha žádostech a urgencích získal povolení sám pěstovat růže. Na vlastních polích naškolkoval tisíce podnoží. Práce přerušilo rozhodnutí, že soukromé pole musí dát do užívání JZD (s nepřízní režimu se poté Josef Havel střetl ještě několikrát). Později pracoval opět doma v Hlavňově. Šlechtění a pěstování růží se věnoval více než 50 let. Obesílal světové soutěže – např. v Římě, Buenos Aires, Kodani, Paříži, New Orleans, Ženevě aj.

## Úspěchy
Za dobu své práce získal řadu významných mezinárodních ocenění a v zahraničním tisku se o jeho pěstitelských schopnostech často psalo pochvalně. Vyšlechtil několik vlastních sort – povedlo se mu podchytit několik barevných mutací – z nichž každá voní jinak, dokonce se charakter vůně mění v průběhu dne. Např. „Cantilena Moravica“- růžová; „Cantilena Hlavnovica“ – bílá, nejmladší sorta, pojmenována po místě, kde žil; „Nette Lotte“ – světle žlutá; „Charta 77“ – červená, drobná.
- Oceněné na přehlídkách růží:
  - „Cantilena Bohemica“ – růžově červená, za kterou získal zlatou medaili 1981 v Erfurtu a stříbro 1984 v Baden-Badenu;
  - „Nette Ingeborg“ – krémová do žluta, zlatou 1995 v Římě, stříbrnou 1994 ve Francii a zlatou 2003 ve Vídni;
  - „Nette Rosemarie“ – krémová do růžova, zlatou 2000 v Římě;
  - „Cantilena Slovenica“ – světle růžová, stříbrnou 2003 v Ženevě.

Josef Havel je řazen mezi nejvýznamnější šlechtitele růží (jako je např. Jan Böhm, Dr. Gustav Brada, Rudolf Geschwind, Josef Urban nebo Ludvík Večeřa)

## Znalec
Jako znalec a odborník byl Havel 24 let členem mezinárodní poroty v Baden-Badenu a od 1998 šestkrát členem poroty při soutěži v Římě, čestným členem Královské růžařské společnosti a Švýcarské růžařské společnosti, členem Rosa klubu Praha – specializované základní organizace Českého zahrádkářského svazu s celorepublikovou působností, která sdružuje milovníky a pěstitele růží, propaguje všestranný rozvoj růžařství.
- Aktivně spolupracoval s Občanským sdružením „Společnost za pozitivní přístup k životu“ (zde byl povýšen na rytíře „Řádu duševních rytířů modré růže“ a spolu s prof. Z. Růžičkovou zvolen do čela osobností řádu).
- V roce 2002 Ústřední zahrádkářský svaz udělil Josefu Havlovi "Vyznamenání I. stupně" – nejvyšší vyznamenání za dlouholetou osvětovou činnost v České republice a reprezentaci ve světě v oblasti pěstování a šlechtění růží a v roce 2007 bronzovou medaili Republikové rady ČZS
- Mezinárodní odborná komise uznala a potvrdila návrh na pojmenování planetky a dnem 22. dubna 2009 planetka (15917) = 1997 UX7, objevená 28. října 1997 českou astronomkou Lenkou Šarounovou-Kotkovou na observatoři Ondřejov, nese vedle kódu i jméno českého šlechtitele – planetka Rosahavel.

Tímto se naplnila několikaletá snaha jak Občanského sdružení Společnost za pozitivní přístup k životu, tak podpora osobností vědy a kultury, že proslulý šlechtitel růží Josef Havel a česká světová růže si zaslouží „vesmírné ocenění“.